# Supersport-Weltmeisterschaft 2002
Die Supersport-WM-Saison 2002 war die vierte in der Geschichte der FIM-Supersport-Weltmeisterschaft. Es wurden zwölf Rennen ausgetragen.

## Punkteverteilung
Weltmeister wird derjenige Fahrer beziehungsweise der Hersteller, der bis zum Saisonende die meisten Punkte in der Weltmeisterschaft angesammelt hat. Bei der Punkteverteilung werden die Platzierungen im Gesamtergebnis des jeweiligen Rennens berücksichtigt. Die fünfzehn erstplatzierten Fahrer jedes Rennens erhalten Punkte nach folgendem Schema:
| Punkteverteilung | Punkteverteilung | Punkteverteilung | Punkteverteilung | Punkteverteilung | Punkteverteilung | Punkteverteilung | Punkteverteilung | Punkteverteilung | Punkteverteilung | Punkteverteilung | Punkteverteilung | Punkteverteilung | Punkteverteilung | Punkteverteilung | Punkteverteilung |
| ---------------- | ---------------- | ---------------- | ---------------- | ---------------- | ---------------- | ---------------- | ---------------- | ---------------- | ---------------- | ---------------- | ---------------- | ---------------- | ---------------- | ---------------- | ---------------- |
| Platz            | 1                | 2                | 3                | 4                | 5                | 6                | 7                | 8                | 9                | 10               | 11               | 12               | 13               | 14               | 15               |
| Punkte           | 25               | 20               | 16               | 13               | 11               | 10               | 9                | 8                | 7                | 6                | 5                | 4                | 3                | 2                | 1                |

In die Wertung kamen alle erzielten Resultate.

## Rennergebnisse
|    | Datum  | Rennen         | Strecke        | Pole-Position     | Platz 1           | Platz 2              | Platz 3           | Schn. Rennrunde      | Gesamtführender Fahrer | Gesamtführender Konstrukteur |
| -- | ------ | -------------- | -------------- | ----------------- | ----------------- | -------------------- | ----------------- | -------------------- | ---------------------- | ---------------------------- |
| 1  | 10.03. | Spanien        | Valencia       | Fabien Foret      | Fabien Foret      | Stéphane Chambon     | Christian Kellner | Fabien Foret         | Fabien Foret           | Honda                        |
| 2  | 24.03. | Australien     | Phillip Island | Andrew Pitt       | Andrew Pitt       | Piergiorgio Bontempi | Stéphane Chambon  | Piergiorgio Bontempi | Andrew Pitt            | Kawasaki                     |
| 3  | 07.04. | Südafrika      | Kyalami        | Stéphane Chambon  | Andrew Pitt       | Jamie Whitham        | Stéphane Chambon  | Jamie Whitham        | Andrew Pitt            | Kawasaki                     |
| 4  | 21.04. | Japan          | Sugo           | Katsuaki Fujiwara | Stéphane Chambon  | Katsuaki Fujiwara    | Fabien Foret      | Fabien Foret         | Stéphane Chambon       | Suzuki                       |
| 5  | 12.05. | Italien        | Monza          | Chris Vermeulen   | Fabien Foret      | Chris Vermeulen      | Katsuaki Fujiwara | Fabien Foret         | Stéphane Chambon       | Suzuki                       |
| 6  | 26.05. | Großbritannien | Silverstone    | Fabien Foret      | Jamie Whitham     | Paolo Casoli         | Karl Muggeridge   | Jamie Whitham        | Stéphane Chambon       | Suzuki                       |
| 7  | 09.06. | Deutschland    | EuroSpeedway   | Fabien Foret      | Katsuaki Fujiwara | Andrew Pitt          | Stéphane Chambon  | Fabien Foret         | Stéphane Chambon       | Suzuki                       |
| 8  | 23.06. | San Marino     | Misano         | Fabien Foret      | Fabien Foret      | Katsuaki Fujiwara    | Jamie Whitham     | Stéphane Chambon     | Fabien Foret           | Suzuki                       |
| 9  | 28.07. | Europa         | Brands Hatch   | Fabien Foret      | Katsuaki Fujiwara | Fabien Foret         | Paolo Casoli      | Iain MacPherson      | Fabien Foret           | Suzuki                       |
| 10 | 01.09. | Deutschland    | Oschersleben   | Katsuaki Fujiwara | Paolo Casoli      | Stéphane Chambon     | Katsuaki Fujiwara | Christian Kellner    | Fabien Foret           | Suzuki                       |
| 11 | 08.09. | Niederlande    | Assen          | Chris Vermeulen   | Fabien Foret      | Iain MacPherson      | Paolo Casoli      | Fabien Foret         | Fabien Foret           | Suzuki                       |
| 12 | 29.09. | Italien        | Imola          | Fabien Foret      | Katsuaki Fujiwara | Stéphane Chambon     | Chris Vermeulen   | Chris Vermeulen      | Fabien Foret           | Suzuki                       |

## Fahrerwertung
| 1  | Fabien Foret         | Honda CBR 600 F  | Ten Kate Honda                 | 186 |
| 2  | Katsuaki Fujiwara    | Suzuki GSX-R 600 | Alstare Suzuki Corona          | 181 |
| 3  | Stéphane Chambon     | Suzuki GSX-R 600 | Alstare Suzuki Corona          | 162 |
| 4  | Paolo Casoli         | Yamaha YZF-R6    | Yamaha Belgarda                | 128 |
| 5  | Andrew Pitt          | Kawasaki ZX-6R   | Kawasaki Racing                | 126 |
| 6  | Christian Kellner    | Yamaha YZF-R6    | Yamaha Motor Germany           | 94  |
| 7  | Chris Vermeulen      | Honda CBR 600 F  | Van-zon-Honda-T.K.R.           | 90  |
|    | Jörg Teuchert        | Yamaha YZF-R6    | Yamaha Motor Germany           | 90  |
| 9  | Iain MacPherson      | Honda CBR 600 F  | Ten Kate Honda                 | 83  |
| 10 | Jamie Whitham        | Yamaha YZF-R6    | Yamaha Belgarda                | 80  |
| 11 | Kevin Curtain        | Yamaha YZF-R6    | Yamaha Belgarda                | 56  |
|    | Alessio Corradi      | Yamaha YZF-R6    | Team Italia Spadaro            | 56  |
| 13 | Piergiorgio Bontempi | Ducati 748 R     | Ducati NCR Nortel Networks     | 51  |
| 14 | Karl Muggeridge      | Honda CBR 600 F  | Honda UK Race                  | 43  |
| 15 | Christophe Cogan     | Honda CBR 600 F  | BKM Honda Racing               | 34  |
| 16 | Stefano Cruciani     | Yamaha YZF-R6    | Team Italia Lorenzini by Leoni | 31  |
| 17 | Werner Daemen        | Honda CBR 600 F  | Van-zon-Honda-T.K.R.           | 29  |
| 18 | Robert Ulm           | Yamaha YZF-R6    | OPCM Racing                    | 25  |

| 19 | Antonio Carlacci      | Yamaha YZF-R6   | Lorenzini by Leoni     | 20 |
|    | James Ellison         | Kawasaki ZX-6R  | Kawasaki Racing        | 20 |
| 21 | Matthieu Lagrive      | Yamaha YZF-R6   | Saveko Racing          | 18 |
| 22 | Gianluca Nannelli     | Ducati 748 R    | Rox Racing             | 12 |
| 23 | Diego Giugovaz        | Yamaha YZF-R6   | GIMotorsport           | 10 |
| 24 | Jan Hansson           | Honda CBR 600 F | Esha-Kobutex           | 9  |
| 25 | Sébastien Charpentier | Honda CBR 600 F | Moto 1                 | 6  |
|    | Stuart Easton         | Ducati 748 R    | Monster Mob Ducati     | 6  |
|    | Robert Frost          | Yamaha YZF-R6   | Saveko Racing          | 6  |
|    | Jürgen Oelschläger    | Honda CBR 600 F | Alpha Technik Honda    | 6  |
| 29 | Brian Laurent         | Honda CBR 600 F | BKM Honda Racing       | 5  |
|    | David De Gea          | Honda CBR 600 F | BKM Honda Racing       | 5  |
| 31 | John McGuinness       | Honda CBR 600 F | Honda UK Race          | 4  |
| 32 | Christian Zaiser      | Yamaha YZF-R6   | OPCM Racing            | 3  |
| 33 | Paul Young            | Honda CBR 600 F | Van-zon-Honda-T.K.R.   | 2  |
| 34 | Michael Laverty       | Honda CBR 600 F | Honda UK Race          | 1  |
|    | Camillo Mariottini    | Yamaha YZF-R6   | Parl Moto              | 1  |
|    | Arushen Moodley       | Honda CBR 600 F | Dynamic Exp. S. Compaq | 1  |

## Konstrukteurswertung
| 1 | Suzuki   | 229 |
| 2 | Honda    | 209 |
| 3 | Yamaha   | 192 |
| 4 | Kawasaki | 134 |
| 5 | Ducati   | 61  |